# Михайлов, Владимир Васильевич (экономист)
Влади́мир Васи́льевич Миха́йлов (14 ноября 1939, Болотное, Новосибирская область — 29 ноября 2021, Кемерово) — советский и российский экономист, доктор экономических наук (1990), профессор (1991), Заслуженный экономист Российской Федерации (2001).

## Биография
Родился 14 ноября 1939 г. в городе Болотное Новосибирской области в многодетной семье. Отец — Михайлов Василий Васильевич в годы Великой Отечественной войны и в послевоенное время работал машинистом паровоза. Мать — Михайлова Анна Ивановна занималась хозяйством и детьми. В семье, помимо Володи, было ещё трое детей — брат Анатолий (1938 г.р.) и сестры Валентина (1929 г.р.) и Лидия (1934 г.р.). В 1948 г. поступил и в 1958 г. успешно окончил среднюю школу № 2 в городе Болотное, Новосибирской области. В этом же 1958 г. поступил в Кемеровский горный институт и в 1964 г. успешно окончил полный курс названного института по специальности «Разработка месторождений полезных ископаемых». Тема дипломного проекта "Разработка каменноугольного месторождения в условиях шахты «Березовская» треста «Кемеровоуголь», считая поле нетронутым. Спец. часть: выбор системы разработки и технологии очистных работ для пласта XXI. Решением Государственной экзаменационной комиссии 4 июня 1964 г. присвоена квалификация горного инженера. После окончания института работал на горных предприятиях Кузбасса — на шахте Малиновская треста «Осинникиуголь» подземным горным мастером, а затем подземным помощником начальника участка (1964 −1965 гг.), на шахте Карагайлинская треста «Киселевскуголь» подземным помощником начальника участка (1966—1967 гг.), на шахте «Березовская» треста «Кемеровоуголь» (1968—1968 гг.). В апреле 1968 г. трудовая деятельность продолжилась в должности старшего инженера-конструктора на производственном объединении «Прогресс». Это предприятие было полностью закрытым (почтовый ящик № 120) и находилось в ведении Министерства обороны СССР. На ПО «Прогресс» осуществлялось производство пороха. Поэтому все работники давали подписку о неразглашении информации и не имели права выезжать за границу. Помимо продукции оборонного значения на ПО «Прогресс» выпускались и товары народного потребления. В начале 1970-х на ПО «Прогресс» был создан цех по производству электроплит. Запуск производства шёл тяжело, постоянно возникали проблемы с комплектующими. С 1971 по 1973 г. Михайлов В. В. был назначен заместителем начальника цеха.
С 1974 по 1975 гг. трудовая деятельность продолжилась на заводе «Заря Востока» в городе Табошар, в должности и. о. начальника техотдела № 2. Предприятие также находилось в ведении Минобороны СССР.
С 1975 по 1977 гг. продолжил работу на ПО «Прогресс» в должности главного механика завода, а с 1977 по 1980 гг. — секретаря парткома.
В 1980 г. направлен на учёбу в Академию общественных наук при ЦК КПСС. В 1982 г. закончил Академию с отличием. За два года учёбы в Академии в качестве слушателя подготовил и успешно защитил кандидатскую диссертацию на тему «Экономические проблемы частичного воспроизводства основных производственных фондов в условиях социализма». 27 мая 1982 г. присуждена ученая степень кандидата экономических наук.
После окончания Академии с 1982 по 1984 гг. работал в Кемеровском обкоме КПСС в должности инструктора отдела организационно-партийной работы, а позднее — в должности заместителя заведующего отделом организационно-партийной работы.
В 1984 г. началась научно-педагогическая деятельность в Кузбасском политехническом институте на кафедре политической экономии.
В апреле 1987 г. решением Высшей аттестационной комиссии при Совете Министров СССР присвоено ученое звание доцента по кафедре политической экономии.
В ноябре 1989 г. в Ленинградском государственном университете блестяще защитил докторскую диссертацию на тему «Закономерности движения основных производственных фондов (политэкономический аспект анализа)». 13 апреля 1990 г. решением Высшей аттестационной комиссии при Совете Министров СССР присуждена ученая степень доктора экономических наук. В октябре 1991 года решением Государственного комитета СССР по народному образованию присвоено ученое звание профессора по кафедре политической экономии.
В Кузбасском политехническом институте проработал 25 лет — с 1984 по 2010 годы. Занимал пост декана инженерно-экономического факультета КузГТУ с 1995 по 2002 годы.
Под руководством Михайлова В. В. и при его непосредственном участии на инженерно-экономическом факультете КузГТУ была создана кафедра «Финансы кредит», которую он возглавлял с 1996 по 2002 годы. С 2003 по 2010 г. работал в должности профессора данной кафедры. Внес существенный вклад в подготовку научно-педагогических работников этой кафедры, а также специалистов для предприятий и организаций Кузбасса и других регионов России. Так же участвовал в разработке и обсуждениях концепций развития города Кемерово.
Последние годы трудовой деятельности прошли в стенах Кемеровского института (филиала) РЭУ им. Плеханова (2010—2016 годы) в должности профессора кафедры финансов и банковского дела.

## Семья
- Жена — Михайлова (Улитина) Валентина Ивановна (28.10.1937 г. — 23.02.2018 г.). В браке с 1968 по 2018 гг. (50 лет). Большая часть трудовой деятельности связана с ПО «Прогресс».
- Дочь — Глушакова (Михайлова) Ольга Владимировна (16.01.1969 г.), д-р экон. наук, профессор Сибирского государственного индустриального университета (г. Новокузнецк), Новосибирского государственного театрального института (г. Новосибирск).[1][7]
- Внучка — Райш (Глушакова) Евгения Сергеевна (09.11.1992 г.р.), магистр архитектуры. Окончила Новосибирскую государственную архитектурно-художественную академию (г. Новосибирск).
- Зять — Глушаков Сергей Федорович (25.02.1976 г.р.), IT-специалист.

## Членство
Членство в партии
Член КПСС с 1971 по 1990 гг.
Членство в Академиях
- Академик Академии гуманитарных наук (с 1994 г.)
- Академик Российской экологической академии (с 1995 г.).
- Член-корреспондент Сибирской академии наук Высшей Школы (с 2007 г.).

Членство в диссертационных советах
- Член Диссертационного совета Д 521.021.01 при НОУ ВПО Сибирская академия финансов и банковского дела с 2003 по 2014 гг.
- Член Диссертационного совета ДМ 212.088.05 при ФГБОУ ВПО Кемеровский государственный университет.

Вклад в развитие российской науки

Внес существенный вклад в развитие теории и методологии основных фондов, обосновал закономерности их движения. Является основоположником теории и методологии воспроизводства качества жизни в социально-экономических системах. Внес существенный вклад в развитие теории и методологии закономерностей движения элементов социально-экономических систем, а также институциональных преобразований процесса управления движением бюджетных потоков в органах федерального казначейства.
За годы научной деятельности опубликовано более двухсот научных трудов, в том числе двенадцать монографий, 2 изобретения, около 50 рационализаторских предложений, подготовлено семнадцать кандидатов и докторов экономических наук.

## Награды
- Звание «Ударник коммунистического труда» (1969 г.).
- Знак «Победитель социалистического соревнования» (1973 г., 1976 г., 1977 г., 1978 г.).
- Полный кавалер знака «Шахтерская слава» I, II, III степеней (1994 г., 2000 г., 2004 г).[1]
- Почетное звание «Заслуженный экономист Российской Федерации» (15.10.2001 г.)[8]

## Основные публикации
1. Михайлов В. В. Чем обернется рубль. Опыт использования основных фондов и повышение фондоотдачи на предприятиях Кузбасса (монография). Кемеровское книжное изд. — Кемерово, 1986.
2. Михайлов В. В. Закономерности процесса периодического обновления основных производственных фондов (монография). Изд-во: ТГУ. Томск, 1987.
3. Михайлов В. В., Дадонова Е. Е. Проблемы реструктуризации угольной отрасли в Кузбассе. Горный информационно-аналитический бюллетень. 2001. № 7. С. 212—214. https://www.elibrary.ru/item.asp?id=15221398
4. Михайлов В. В., Красавин Э. В., Шевелева О.Б, «Кузбасская продовольственная корпорация» как основа реализации принципа продовольственной самодостаточности в Кемеровской области. Вестник Кузбасского государственного технического университета. 2003. № 1(32). С.53-56. https://www.elibrary.ru/item.asp?id=18847729
5. Михайлов В. В., Матвеева Т. Ф. Понятие «качество жизни» и основные пути его совершенствования. Вестник Кузбасского государственного технического университета. 2004. № 6-2 (44). С. 122—126. https://www.elibrary.ru/item.asp?id=18848165
6. Михайлов В. В., Матвеева Т. Ф., Глушакова О. В. Социальная политика России в XXI веке: новые ценности и ориентиры. Вестник Кузбасского государственного технического университета. 2004. № 3 (40). С. 96-100. https://www.elibrary.ru/item.asp?id=18848042
7. Михайлов В.В., Саркисян В. В. Анализ многомерной факторной модели ВРП и отраслевых моделей зависимости ВРП и финансовых результатов от инвестиционной и производственной активности (статья). Сибирская финансовая школа. 2003, № 4. С.15-21. https://www.elibrary.ru/item.asp?id=18079112
8. Михайлов В. В., Фадейкина Н. В., Мазурова Л. П. Институциональные преобразования процесса управления движением бюджетных потоков в органах Федерального казначейства (монография). Новосибирск. Сибирский институт финансов и банковского дела. 2005. https://www.elibrary.ru/item.asp?id=19761737
9. Михайлов В. В., Глушакова О. В., Шабашев В. А. Управление воспроизводством качества жизни населения: теоретико-прикладные аспекты (монография). Кемерово. Юнити. 2006 г. https://www.elibrary.ru/item.asp?id=19823482
10. Михайлов В. В., Глушакова О. В. Управление воспроизводством качества жизни населения в социально-экономических системах (на примере социально-экономической системы Кемеровской области) (монография). ГОУ ВПО КемГУ. Кузбассвузиздат. 2011. 280 с. https://www.elibrary.ru/item.asp?id=19980920
11. Михайлов В. В. Финансовое регулирование процессов в контексте устойчивого развития социально-экономических систем (статья перечень ВАК). Сибирская финансовая школа. 2012. № 6. С.85-89. https://www.elibrary.ru/item.asp?id=18345516
12. Михайлов В. В., Глушакова О. В. Факторы ускорения и условия торможения перехода региональных социально-экономических систем на ин-новационный путь развития (на примере Кемеровской области) (статья). Проблемы управления рыночной экономикой: сборник научных трудов по материалам международной научно-практической конференции. Изд-во Томского политехнического университета, 2012. С.246-249.
13. Михайлов В. В. Теоретические подходы к раскрытию содержания процессов инновационно-интеграционной модернизации социально-экономических систем (статья перечень ВАК). РИСК (Ресурсы, Информация, Снабжение, Конкуренция). Аналитический журнал. 2011 г. № 4. С.155-162. https://www.elibrary.ru/item.asp?id=17358193
14. Михайлов В. В., Глушакова О. В. Финансовое регулирование воспроизводства качества жизни населения в социально-экономических системах: теория, методология, практика (монография). Сибирская финансовая школа. 2016. 274 с. (издание переработанное и дополненное). https://www.elibrary.ru/item.asp?id=28155238
15. Михайлов В. В., Глушакова О. В. Формирование стратегической архитектуры системы управления процессом непрерывного образования на уровне вуза как фактор повышения национальной конкурентоспособности (статья перечень ВАК). Сибирская финансовая школа. 2016. № 1. С. 138—148. https://www.elibrary.ru/item.asp?id=25624898
16. Михайлов В. В., Глушакова О. В. Реиндустриализация и новая экономика — есть ли у России шанс добиться успеха? Финансы и кредит. 2017. Т. 23. № 1 (721). С. 19 — 37. https://www.elibrary.ru/item.asp?id=27657731